# Богослово (Усть-Кубинский район)
Богослово — село в Усть-Кубинском районе Вологодской области.
Входит в состав Никольского сельского поселения, с точки зрения административно-территориального деления — в Никольский сельсовет.
Расстояние по автодороге до районного центра Устья — 23,5 км, до центра муниципального образования Никольского — 9,5 км. Ближайшие населённые пункты — Вечеслово, Самоново, Максимовская.
По переписи 2002 года население — 78 человек (35 мужчин, 43 женщины). Преобладающая национальность — русские (97 %).
В 1999 году было внесено в список населённых пунктов Вологодской области как деревня Богослово. В 2001 году список был исправлен.